# Brunnenhaus (Hofgeismar)

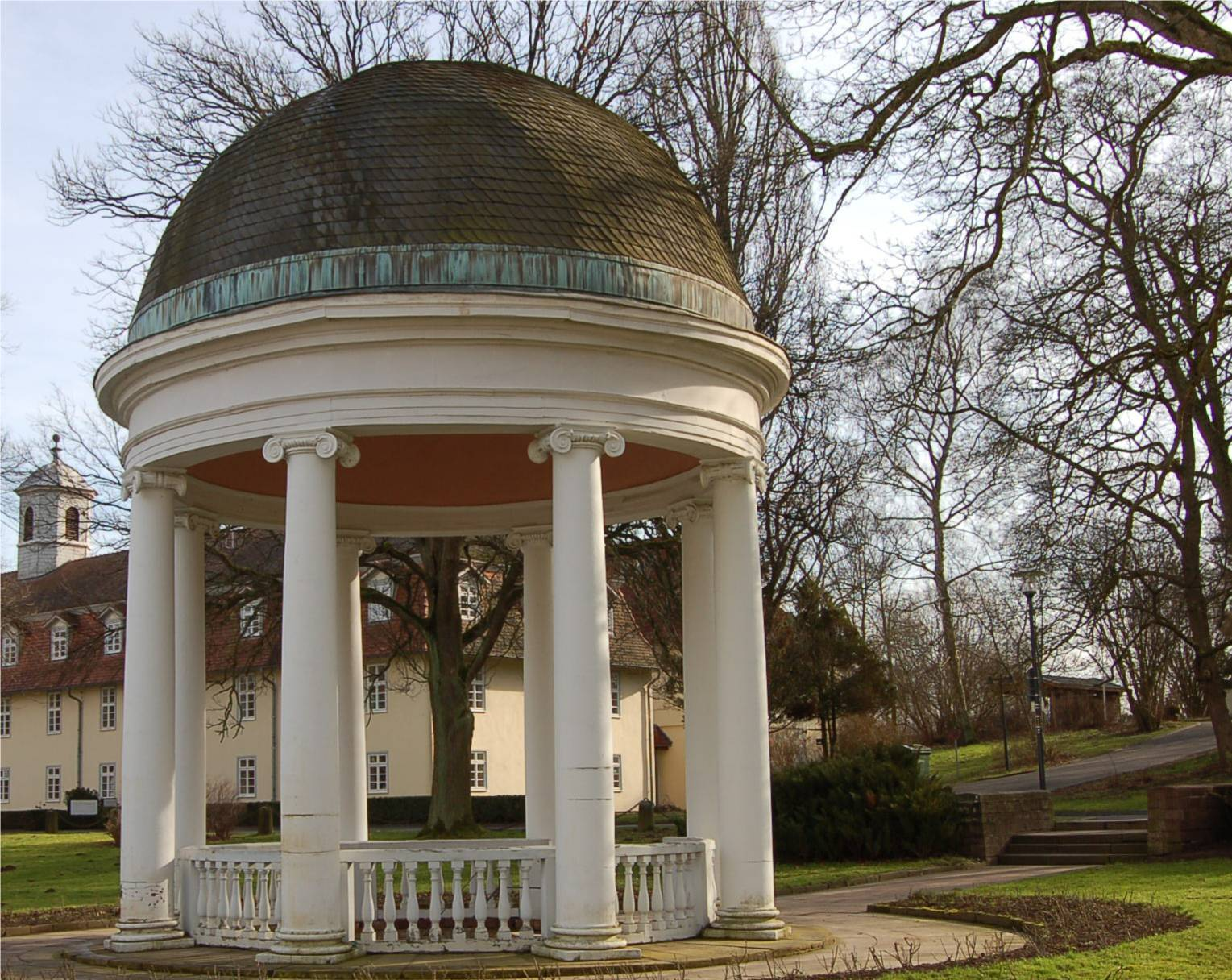
Brunnenhaus in Hofgeismar

Das Brunnenhaus im Ortsteil Gesundbrunnen von Hofgeismar, einer Stadt im Landkreis Kassel in Nordhessen, wurde 1786/87 erbaut. Das Brunnenhaus ist ein geschütztes Kulturdenkmal.
Das Bauwerk in Form eines Monopteros wurde nach Plänen des Baumeisters Simon Louis du Ry (1726–1799) errichtet.  Der Rundbau mit ionischen Säulen wird von einem Kuppeldach abgeschlossen. Das Brunnenbecken ist von einer gedrechselten Holzbalustrade umgeben. 
Das frühklassizistische Brunnenhaus ist die zweite architektonische Fassung der Heilquelle. 